# MillFactory
MillFactory er et dansk pladestudie, etableret i 2000 af sangskriveren og musikproduceren Boe Larsen. Studiet ligger på Rentemestervej 25 i det nordvestlige København. Lokalerne husede i sin tid Werner Studio fra 1985 til 2000, hvor Boe Larsen købte dem.